# Reinaldo Carvallo

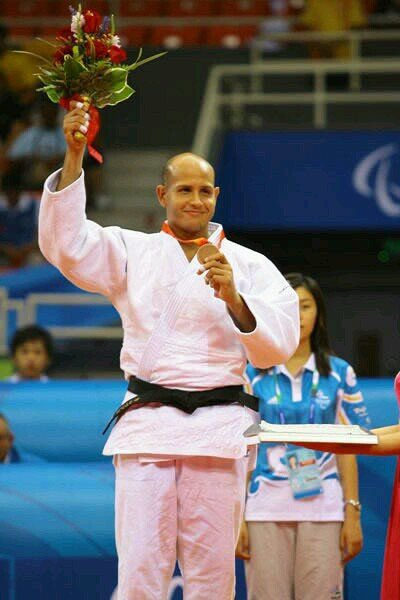
Reinaldo Carvallo en los Juegos Olímpicos de Pekín 2008

Reinaldo Carvallo es un deportista venezolano que compitió en judo adaptado. Ganó una medalla de bronce en los Juegos Paralímpicos de Pekín 2008 en la categoría de –81 kg.

## Palmarés internacional
| Juegos Paralímpicos | Juegos Paralímpicos | Juegos Paralímpicos | Juegos Paralímpicos |
| Año                 | Lugar               | Medalla             | Categoría           |
| ------------------- | ------------------- | ------------------- | ------------------- |
| 2008                | Pekín (China)       | Medalla de bronce   | –81 kg              |